# Aloe alexandrei
Aloe alexandrei (укр. Алое александрей, Алое Александра)  — сукулентна рослина роду алое.

## Етимологія
Видова назва дана на честь Александра Віоссата, який відкрив цей вид алое.

## Морфологічний опис
Це середніх розмірів алое має короткий стовбур увінчаний розширеною розеткою. Має зелене листя і рідко розгалужене суцвіття з оранжево-червоними квітами.

## Місця зростання
Вид, до цього невідомий був знайдений на острові Великий Комор (Нджазіджа) на узбережжі недалеко від вулкана Картала, на західній частині острова і описаний Антоном Еллертом у 2006 році в журналі Американського товариства любителеів кактусів і сукулентів (англ. Cactus and Succulent Society of America) «Cactus and Succulent Journal».